# Gaius villosus
Gaius villosus es una especie de araña de la familia Idiopidae que se halla al oeste autraliano en diversos tipos de hábitat.
Fue descrita por primera vez en 1914 y denominada Gaius villosus por William Joseph Rainbow. y en 1957 se la transfirió a Anidiops (un género que ya no es reconocido como tal) por Barbara Main En 2017, fue reubicado en Gaius por Rix y otros –cuando era la única especie en tal género–, aunque otras especies fueron posteriormente agregadas al género.
El caso número 16, de alrededor de 43 años de vida al momento de su muerte, fue un ejemplar hembra de esta especie, considerada la araña más longeva de la que se tiene registro.